# (100422) 1996 GP7
(100422) 1996 GP7 es un asteroide perteneciente al cinturón de asteroides, descubierto el 12 de abril de 1996 por el equipo del Spacewatch desde el Observatorio Nacional de Kitt Peak, Arizona, Estados Unidos.

## Designación y nombre
Designado provisionalmente como 1996 GP7.

## Características orbitales
1996 GP7 está situado a una distancia media del Sol de 2,776 ua, pudiendo alejarse hasta 2,902 ua y acercarse hasta 2,649 ua. Su excentricidad es 0,045 y la inclinación orbital 5,353 grados. Emplea 1689 días en completar una órbita alrededor del Sol.

## Características físicas
La magnitud absoluta de 1996 GP7 es 15,3. Tiene 5,408 km de diámetro y su albedo se estima en 0,052.